# AZERTY

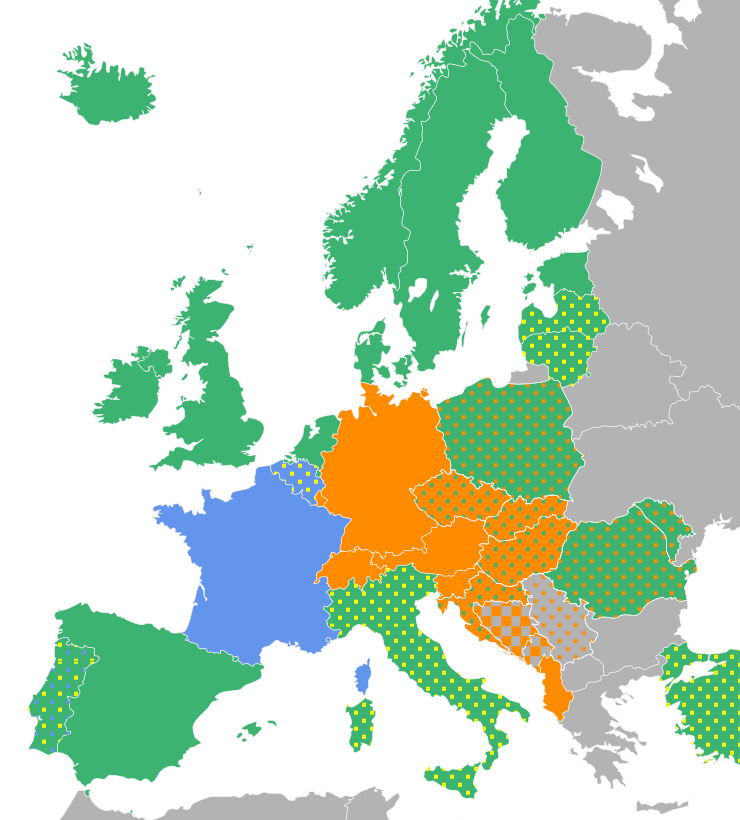
Distribution géographique des différentes dispositions de clavier en Europe :
QWERTY
QWERTZ
AZERTY
Dispositions nationales (notamment turque FGĞIOD, lettonne ŪGJRMV et lituanienne ĄŽERTY)
Écritures non latines

AZERTY est un arrangement des lettres de l’alphabet latin et de divers caractères typographiques sur les claviers des machines à écrire et ordinateurs. Il est nommé d’après les six premières lettres de sa première rangée alphabétique et dérive, tout comme le QWERTZ germanique, de la disposition QWERTY américaine. Utilisé principalement en France et en Belgique, il s’y décline en variantes nationales.
À l’instar du QWERTY, la disposition AZERTY est fréquemment critiquée pour ses lacunes et son manque d’ergonomie, ce qui mène au développement d’extensions et d’alternatives telles que le BÉPO.

## Histoire

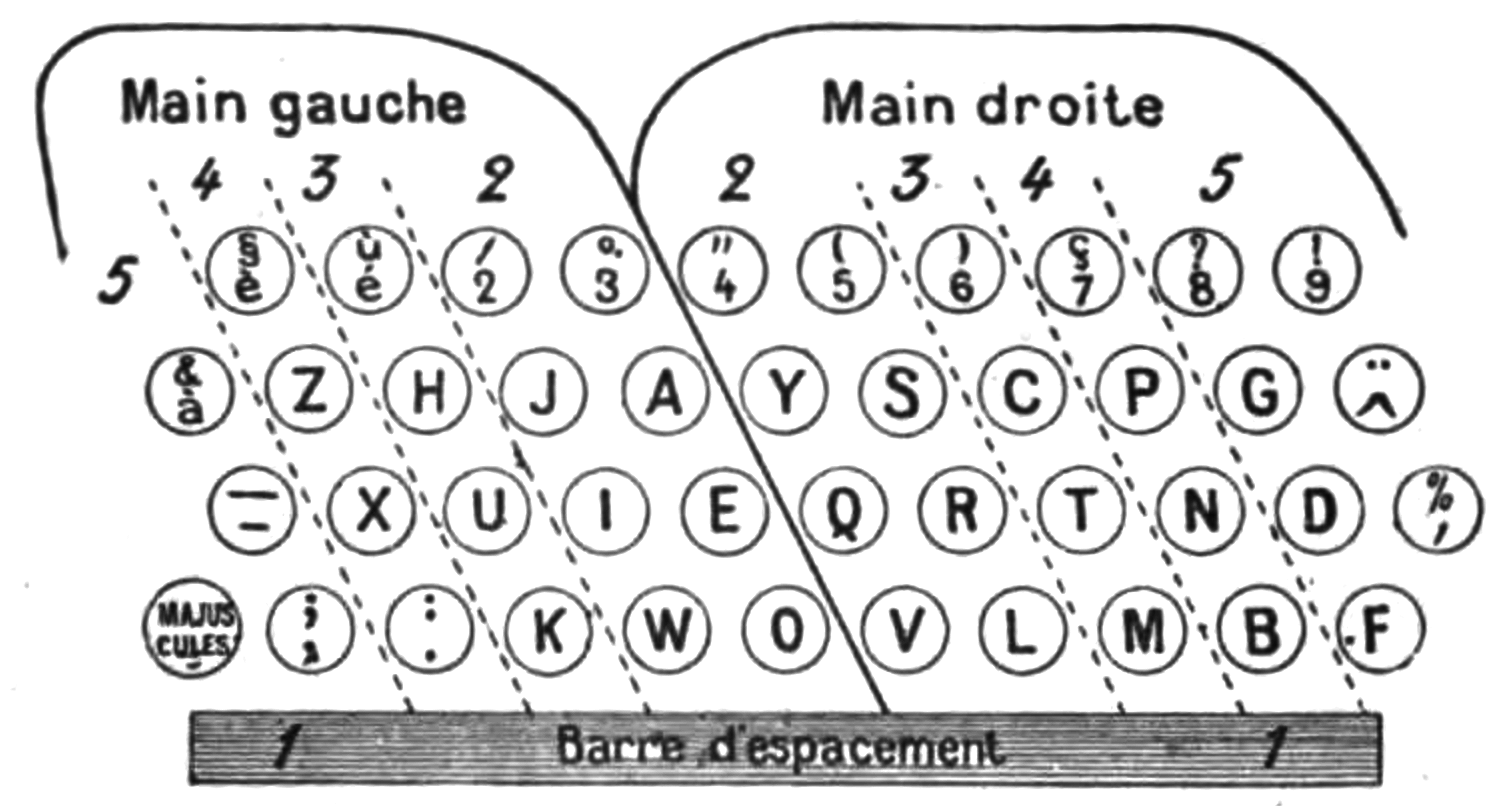
Disposition ZHJAY, proposée en 1907.

Les premiers essais de dispositions de clavier ont été réalisés avec des secrétaires en 1865. En 1878 aux États-Unis est brevetée la disposition QWERTY, qui se répand rapidement. Son auteur, Sholes, n’a pas expliqué ses choix de conception. Selon la thèse la plus répandue, la disposition QWERTY a été spécifiquement étudiée pour éviter les risques de blocage des premières machines à écrire mécaniques produites massivement par l’armurier Remington. Sur ces premières machines à écrire, les tiges des touches voisines se coinçaient fréquemment l’une avec l’autre. Pour limiter ce risque, la disposition QWERTY a donc été conçue afin que les paires de lettres les plus fréquemment contiguës dans la langue anglaise correspondent à des « barres à caractères » (les marteaux frappant le papier) les plus écartées possibles. Cet écartement permet une frappe plus rapide sur une machine à écrire comportant des barres qui risqueraient de se coincer, mais la ralentit sur un système affranchi de cette contrainte comme l'ont été les machines à écrire ultérieures et les claviers d’ordinateur. 
Des chercheurs japonais émettent l’hypothèse que QWERTY résulterait plutôt d’ajustements effectués pour le code Morse américain (en), dans le but de faciliter la gestion de confusions qui étaient possibles dans ce code.
La disposition AZERTY apparaît en France au cours de la dernière décennie du XIXe siècle comme déclinaison de certaines machines à écrire américaines QWERTY. Son auteur et les raisons de sa création sont inconnus. Après 1907, la disposition française ZHJAY d’Albert Navarre ne trouve pas son public : les secrétaires sont déjà habituées au QWERTY et à l’AZERTY,. La disposition AZERTY a dès cette époque constitué un standard de fait en France.
En 1976 cependant, l’AFNOR proposait une version de QWERTY adaptée pour le français (norme expérimentale NF XP E55-060). Cette norme prévoyait une période transitoire d’adaptation durant laquelle les lettres A, Q, Z, W — mais pas M — pouvaient être situées comme dans la disposition AZERTY traditionnelle.

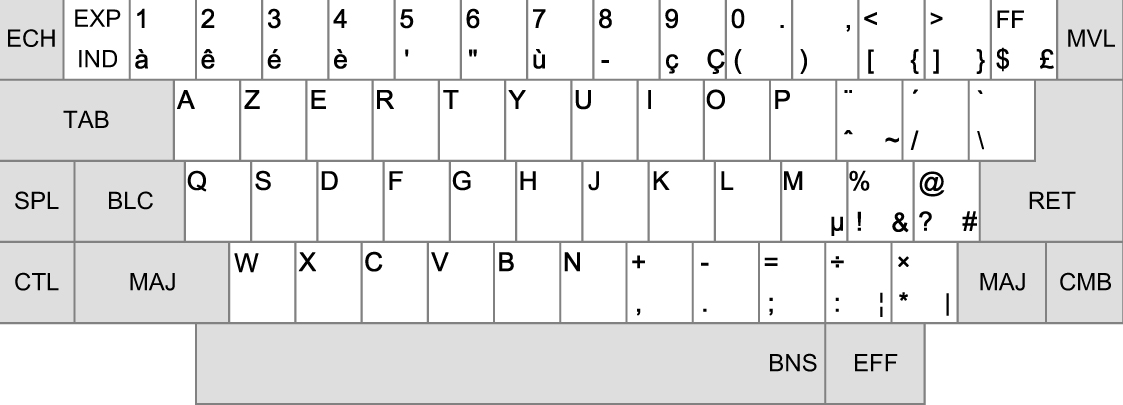
Disposition rationnelle du clavier AZERTY selon Yves Neuville.

Un rapport de 1985 rédigé par Yves Neuville a au contraire cherché à conserver les particularités de placement des lettres — c’est-à-dire AZERTY plutôt que QWERTY —, mais à améliorer le placement des autres symboles, en les regroupant par blocs logiques : alphabétique, diacritique, lettres accentuées, ponctuation, numérique, mathématique, informatique. Compte tenu du poids du passé, il s’agissait de ménager la transition depuis les claviers antérieurs vers un clavier finalement plus rationnel. Ce rapport est resté lettre morte.
Finalement, en 2019, l’AFNOR normalise une nouvelle disposition AZERTY (conjointement à une version de la disposition BÉPO). Ce nouvel AZERTY diffère substantiellement du standard de fait. Il offre une gamme élargie de symboles et cherche à en rationaliser la position — suivant une démarche comparable à celle du rapport Neuville — et à en optimiser la saisie, selon les fréquences respectives des symboles. La diffusion de ce clavier reste pour l’heure confidentielle.

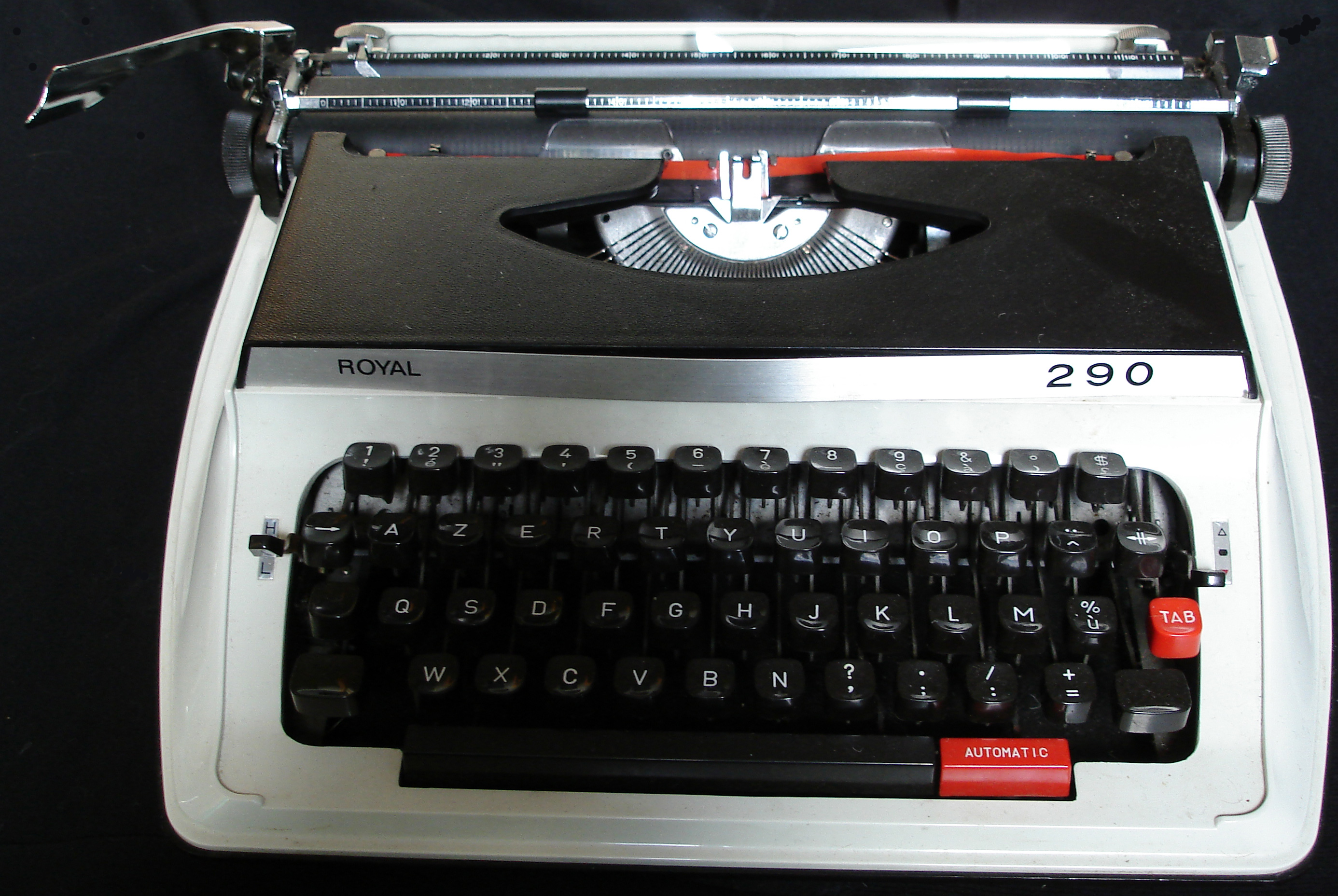
Machine à écrire Royal 290 avec clavier AZERTY (années 1980).
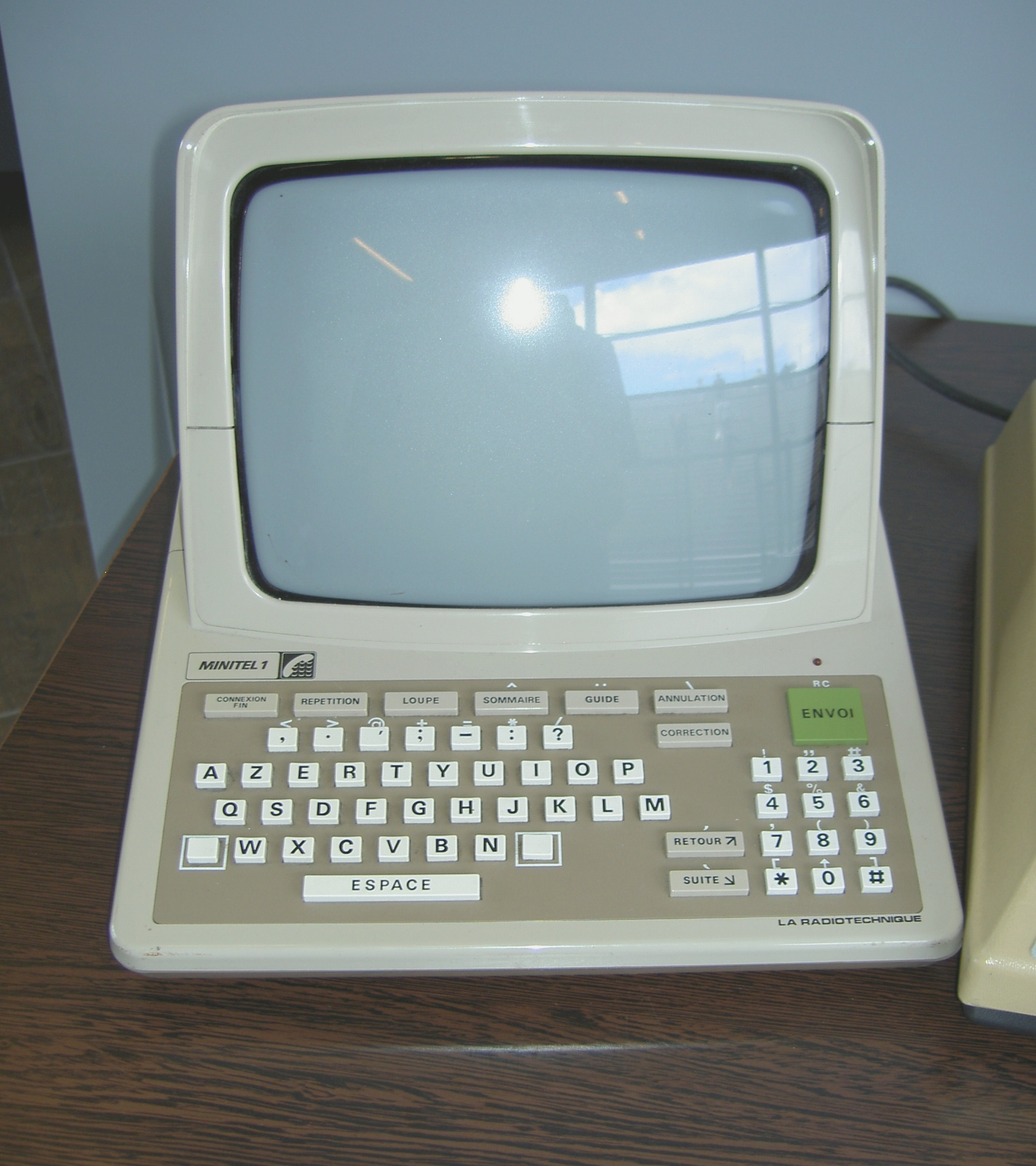
Le Minitel disposait d’un clavier AZERTY (le modèle Télic était alphabétique).

## Description
Il existe plusieurs variantes d’AZERTY, selon le pays (France ou Belgique), le système d'exploitation (Windows, Linux ou Mac), le pilote de clavier ou le choix de l’utilisateur. On peut en distinguer au moins quatre principales :
- l’AZERTY « français » (imprimé sur la plupart des claviers vendus en France) et ses extensions ;
- l’AZERTY « belge » (imprimé sur la plupart des claviers vendus en Belgique) et ses extensions ;
- l’AZERTY pour Mac (fourni par les ordinateurs Mac dans les deux pays) ;
- et l’AZERTY AFNOR (normalisé en 2019 mais dont la diffusion reste marginale dans le commerce).

### Agencement
Le trait constitutif des dispositions AZERTY est l’arrangement suivant des 26 lettres latines de base :
AZERTYUIOP
  QSDFGHJKLM
    WXCVBN
Les différences essentielles entre l’AZERTY et le QWERTY dont il est dérivé sont les suivantes :
- les lettres ‹ Q › et ‹ A › sont permutées (la raison de ce changement est inconnue) ;
- les lettres ‹ W › et ‹ Z › sont permutées (raison inconnue) ;
- la lettre ‹ M › est placée à droite de la rangée centrale, après le ‹ L ›, alors qu’en QWERTY il se trouve à droite de la rangée inférieure, après le ‹ N › (raison inconnue) ;
- les chiffres sont situés sur les mêmes touches de la rangée de chiffres (quand le clavier en possède une), mais en AZERTY ils s’obtiennent en pressant la touche Maj, alors qu’en QWERTY ils sont en accès direct (ceci permet de placer en accès direct davantage de caractères nécessaires au français, notamment les lettres minuscules diacritées ‹ é è ç à ›) ;
- la touche de verrouillage des majuscules commute toutes les touches, et pas seulement les touches alphabétiques (la raison est peut-être de faciliter la saisie de nombres, étant donné que les chiffres nécessitent la touche Maj).

### Symboles
Au-delà de cet alphabet latin de base, les variantes se distinguent par les symboles supplémentaires qu’elles arborent et leur placement. Beaucoup de ces symboles sont communs à tous les AZERTY modernes (figurés par exemple sur les claviers modernes dits « PC 105 touches »), mais leur placement varie :
- cinq lettres minuscules diacritées : ‹ é è à ù ç › (toutes nécessaires à l’écriture du français) ;
- des symboles typographiques : ‹ _ - ' . , ; : ! ? @ & § ~ ^ ` ¨ ° | ( ) { } [ ] / \ < > " # › et l'espace ;
- des chiffres ou opérateurs mathématiques : ‹ 0123456789²*+=%µ › ;
- des unités monétaires : ‹ ¤ $ £ € › ;
  - Le symbole de l'euro est ajouté sur les claviers AZERTY vers l'an 2000, lors de la création de cette monnaie européenne. Windows et Linux le rendent accessible avec la combinaison Alt Gr + E tandis que Mac le place sur ⌥ Option + $.
- des touches mortes diacritiques, qui donnent accès à au moins les lettres accentuées ci-dessous[note 1] :
  - l’accent circonflexe ^ qui produit ‹ âÂ êÊ îÎ ôÔ ûÛ › (toutes nécessaires au français) ;
  - le tréma ¨ qui produit ‹ äÄ ëË ïÏ öÖ üÜ ÿ › (les lettres ‹ ëË ïÏ üÜ ÿ › sont nécessaires au français (mais curieusement ‹ Ÿ › est absent), ‹ äÄ öÖ › ne le sont pas mais servent pour des langues voisines comme l’allemand et le néerlandais) ;
  - l’accent grave ` qui produit ‹ àÀ èÈ ìÌ òÒ ùÙ › (sur les claviers AZERTY autres que l’AZERTY français de Linux ou que l’AZERTY AFNOR, c’est la seule façon de saisir les majuscules accentuées ‹ À È Ù ›, nécessaires à l’écriture du français et dont les formes minuscules figurent pourtant en accès direct sur le clavier ; les lettres ‹ ìÌ òÒ › sont inutiles pour le français mais nécessaires pour l’italien) ;
  - le tilde ~ qui produit ‹ ãÃ õÕ ñÑ › (lettres inutiles pour le français mais nécessaires pour le breton, le castillan et le portugais).

L’AZERTY belge arbore deux symboles supplémentaires : le chiffre trois en exposant ‹ ³ › et, surtout, une touche morte accent aigu ´ qui donne accès aux voyelles accentuées ‹ áÁ éÉ íÍ óÓ úÚ ýÝ › (la majuscule accentuée ‹ É › est nécessaire au français ; par ailleurs, l’accent aigu sur des voyelles autres que ‹ e › est requis par le néerlandais, parlé en Belgique, et sert également pour l’italien, le castillan et l’espagnol).
L’AZERTY AFNOR arbore lui aussi cette touche morte, et bien d’autres symboles supplémentaires, par exemple la ligature ‹ œŒ ›, l'eszett allemand ‹ ßẞ › et les guillemets français ‹ «» ›, pour ne mentionner que des symboles qui figurent sur l'imprimé des claviers.
En effet, il faut distinguer les symboles figurés sur les touches physiques, de ceux permis par le système. Les dispositions de Windows sont limitées aux symboles usuellement montrés sur le clavier, mais la plupart des autres systèmes modernes — Linux, Mac et l'AZERTY AFNOR — donnent accès à des symboles supplémentaires via des combinaisons de touches comme la touche Alt Gr (ou son équivalent sur Mac, la touche ⌥ Option). Ainsi, les AZERTY de Windows sont les plus pauvres et ne permettent pas d’écrire tous les symboles de la langue française (la variante belge étant à peine plus complète que la française) ; l’AZERTY de Mac offre un support relativement complet de la langue française ; les AZERTY étendus de Linux et l’AZERTY AFNOR sont les plus exhaustifs et couvrent également de nombreuses autres langues.

### Variantes

#### AZERTY français

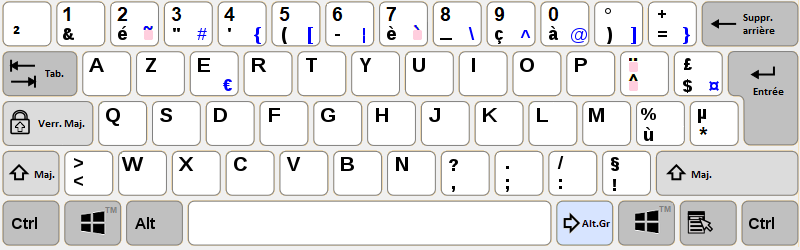
Disposition AZERTY française sous Windows, et habillage de la plupart des claviers français.
Disposition AZERTY française sous Linux, dite « Français (variante) » ou « fr-oss ».
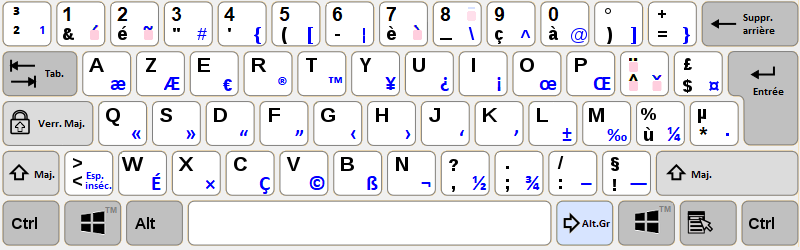
Exemple de pilote tiers pour Windows : disposition « Liégeois »[7].
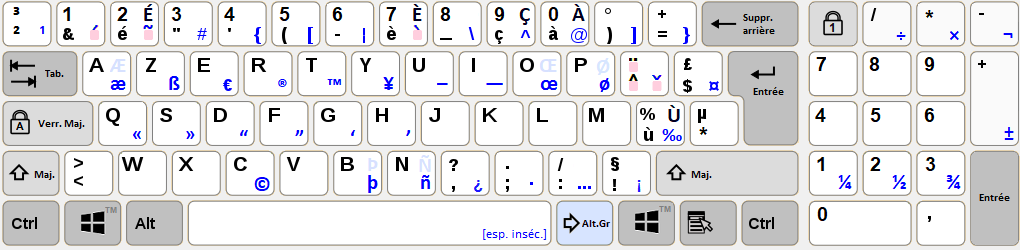
Exemple de pilote tiers pour Windows : disposition « Galéron »[8].
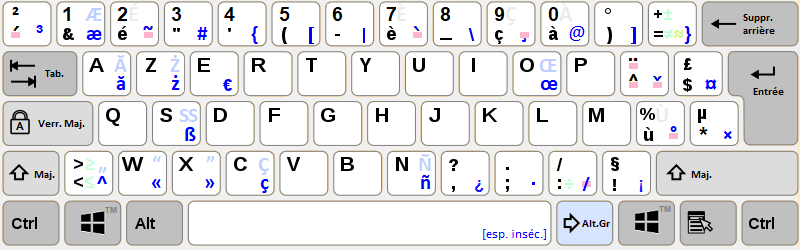
Exemple de pilote tiers pour Windows : disposition « Campi »[9].

La disposition la plus courante en France est une variante nationale d’AZERTY, imprimée sur la plupart des claviers physiques vendus dans ce pays. Windows la prend en charge sans y ajouter de symbole. Sa couverture de la langue française est lacunaire : il lui manque de nombreux symboles comme des ligatures (‹ æÆ œŒ ›), des lettres capitales diacritées (‹ É Ç Ÿ ›, sans compter que ‹ À È Ù › ne sont accessibles que via une touche morte) et des symboles typographiques (par exemple les guillemets français ‹ «» ›, l’apostrophe courbe ‹ ’ › et les points de suspension ‹ … ›). Pourtant, l’évolution des systèmes d’information permet de gérer un nombre largement accru de symboles.
Une extension de cette disposition a vu le jour sous Linux et permet de saisir l’ensemble des caractères accentués de la langue française et de la plupart des langues européennes à alphabet latin. Elle facilite la saisie des capitales diacritées du français, qui se trouvent sur la même touche que leur version minuscule. Par rapport à la version de Windows, il y a un léger changement : les touches ` et ~ de la rangée des chiffres produisent directement les symboles ‹ ˋ › et ‹ ~ › au lieu d’être des touches mortes (puisque Linux fournit déjà ces touches mortes sur d’autres emplacements). Pour Windows, divers pilotes tiers offrent leur propre extension de la disposition AZERTY.

#### AZERTY belge

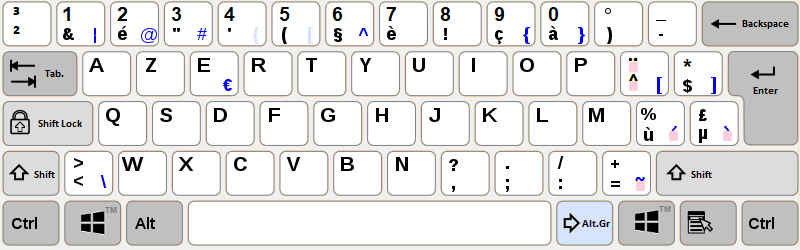
Disposition AZERTY belge sous Windows, et habillage de la plupart des claviers belges.
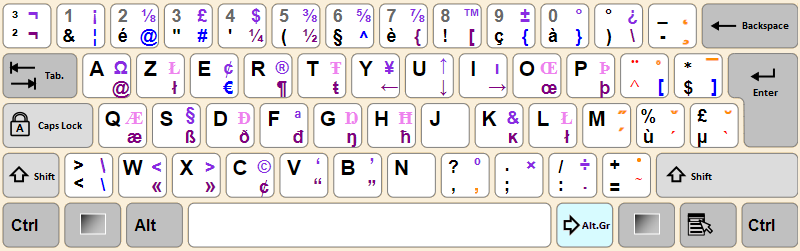
Disposition AZERTY belge sous Linux (Ubuntu 9.10).

En Belgique, une variante nationale d’AZERTY est largement majoritaire, tant pour écrire en français qu'en néerlandais. Toutefois, du côté néerlandophone, son usage tend à diminuer au profit du QWERTY.
Le placement alphabétique est identique à celui de l’AZERTY français, y compris pour les lettres minuscules diacritées ‹ é è ç à › (placées sur la rangée des chiffres) et ‹ ù › (placée sur la rangée centrale). Concernant le placement des caractères typographiques, l’AZERTY belge présente quelques différences d’avec l’AZERTY français :
- première rangée : § au lieu de - ; ! au lieu de _ ; _ au lieu de + et - au lieu de = ;
- seconde rangée : * au lieu de £ ;
- troisième rangée : £ au lieu de µ et µ au lieu de * ;
- quatrième rangée : + au lieu de § et = au lieu de !.

L’AZERTY belge possède deux symboles de plus que l’AZERTY français basique : le chiffre trois en exposant ‹ ³ › accessible via Maj + ² et, surtout, une touche morte d’accent aigu accessible via AltGr + ù. En effet, en néerlandais, l’accent aigu est très occasionnellement utilisé sur d'autres voyelles que ‹ e › (par exemple dans vóór). Ceci permet également de saisir la capitale accentuée ‹ É ›, ce qui est impossible sur l’AZERTY français de Windows.
Comme en France, la version d’AZERTY imprimée sur les claviers et prise en charge par Windows est lacunaire, et d’autres systèmes d’exploitation comme Linux offrent une variante complétée avec de nombreux symboles supplémentaires.
Contrairement à la majorité des claviers vendus en France, ceux vendus en Belgique ont leurs touches de contrôle (Entrée, Majuscule, etc.) le plus souvent libellées en anglais ou avec des pictogrammes, du fait du contexte bilingue. Pour la même raison, le séparateur décimal sur le pavé numérique varie selon les modèles, soit une virgule, soit un point (d'où la présence de deux pilotes dans Windows).

#### AZERTY Mac

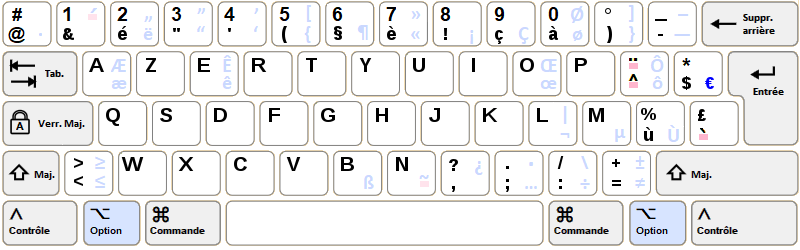
Disposition AZERTY sous Mac, avec en bleu très clair, les principaux symboles (non imprimés sur le clavier physique) obtenus via la touche ⌥ Option.

Les ordinateurs Mac pour la France et la Belgique possèdent une disposition AZERTY qui leur est propre, et est commune aux deux pays. L’agencement des caractères de ponctuation courants est proche de celle de l’AZERTY belge. Comme Linux (quoique dans une moindre mesure) et contrairement à Windows, Mac complète le support de l’orthographe française par des caractères supplémentaires (par exemple la ligature ‹ œŒ › et les guillemets français ‹ «» ›) accessibles via la touche ⌥ Option.

#### AZERTY AFNOR (2019)

Disposition AZERTY selon la norme NF Z71-300[6].
Clavier filaire 105 touches « AZERTY+ » du constructeur LDLC.

En 2019, l’Association française de normalisation (AFNOR) publie la norme NF Z71-300 qui décrit une nouvelle disposition AZERTY. Celle-ci fait suite à une suggestion du gouvernement français (délégation générale à la langue française et aux langues de France), qui envisageait alors de rendre la future norme obligatoire dans les marchés publics de l’administration,.
Constatant les carences du clavier AZERTY communément utilisé en France (voir la section « Critiques ») et l’absence d’une norme officielle, les trois objectifs de cette norme sont :
- lutter contre la multiplication des variations d’AZERTY ;
- améliorer l’ergonomie de la saisie du français, par un placement plus judicieux des caractères selon leur fréquence ;
- compléter la prise en charge non seulement de la langue française, mais aussi des langues régionales de France (occitan, catalan, breton, polynésien) et des autres langues européennes à alphabet latin (en premier lieu celles des pays les plus proches de la France : portugais, castillan, allemand, danois…) ; offrir (puisqu’il reste de la place) des symboles mathématiques supplémentaires[14],[15].

La norme décrit deux dispositions pour claviers bureautiques (105 ou 72 touches) : une nouvelle variante d’AZERTY, et une version de la disposition ergonomique BÉPO. Elle précise l’ensemble des caractères pris en charge, leur agencement et les symboles qui doivent figurer sur les touches physiques. Elle concerne donc tant les claviers physiques que leurs pilotes logiciels.
La nouvelle disposition AZERTY diffère substantiellement des standards de fait : elle n’en conserve grosso modo que la disposition des 26 lettres latines de base. Les autres caractères ont été placés sur le clavier par un algorithme d'optimisation prenant en compte la facilité d’accès de chaque touche et la fréquence de chaque caractère, tout en s’efforçant de regrouper les caractères graphiquement ou thématiquement proches. L’omniprésence d’AZERTY en France a motivé la conservation de son agencement de base, afin de garantir une certaine familiarité pour les utilisateurs et de faciliter la transition.
Cette disposition fournit donc de nombreux symboles qui complètent la prise en charge du français (avec par exemple les ligatures ‹ æÆ œŒ ›, les capitales diacritées ‹ À ÉÈÊ Ù Ç ›, les guillemets français ‹ «» “” ›, l’apostrophe courbe ‹ ’ ›, les points de suspension ‹ … › et le point médian ‹ · ›) et de nombreuses langues européennes (avec par exemple l’eszett ‹ ßẞ › et des touches mortes pour les nombreuses diacritiques possibles de l’alphabet latin : le caron ◌̌, le macron ◌̄, le double accent aigu ◌̋, le rond en chef ◌̊, la barre oblique couvrante ◌̸, etc.). Elle ajoute également des symboles d'usage général tels que les pictogrammes ‹ © ® ™ ›, les symboles mathématiques ‹ ± × ÷ ≤≥ ‰ ½ ›… Elle exploite le mécanisme de touches mortes pour accroître nettement le nombre de caractères disponibles, avec trois touches mortes spéciales :
- une touche morte « caractères européens » Eu, qui donne accès à des lettres supplémentaires de langues européennes (par exemple ‹ ðÐ þÞ əƏ ›) ;
- une touche morte « lettres grecques » μ, qui permet de saisir toutes les lettres de l'alphabet grec (‹ αΑ βΒ γΓ … ωΩ ›) ;
- une touche morte « symboles monétaires » ¤ qui permet de saisir de nombreux symboles monétaires (par exemple ‹ ¢ ₩ ¥ ›)[6].

En contrepartie, certains symboles très rarement utiles, qui étaient en accès direct sur les AZERTY existants, ne sont plus accessibles que via une touche morte : le chiffre 2 en exposant ‹ ² ›, le symbole micro ‹ μ › et le symbole monétaire générique ‹ ¤ ›. Par rapport aux AZERTY existants, la norme AFNOR possède davantage de symboles devant être indiqués sur l’imprimé des touches.
Les symboles sont placés par proximité de forme (par exemple, la barre oblique ‹ / › et la barre oblique inversée ‹ \ › se trouvent sur la même touche) ou d’usage (par exemple, le tilde se trouve sur la touche du ‹ N ›, et les quatre opérations arithmétiques sont groupées sur la droite du clavier, au sein d’un « bloc » mathématique).
Des pilotes sont disponibles pour Windows, Linux et Mac.
Sous Windows 11, la mise à jour de version 24H2 (KB5044284), publiée en octobre 2024, intègre les dispositions AZERTY et BÉPO selon la norme NF Z71-300 de l'AFNOR : français (Standard, AZERTY), pilote KBDFRNA.DLL, et français (Standard, BÉPO), pilote KBDFRNB.DLL.

## Dispositions non-AZERTY employées dans les autres pays francophones
En Suisse romande, on utilise une disposition de touches germanique QWERTZ mais dans une variante qui permet de taper directement les caractères accentués francophones sans manipulation supplémentaire.
Au Luxembourg, la disposition QWERTZ suisse romande est aussi le clavier standard du Grand-Duché de Luxembourg sous Microsoft Windows, et est utilisée ubiquitairement dans le secteur public. Pourtant, les dispositions AZERTY belge et française sont également disponibles auprès de nombreux commerçants luxembourgeois et sont partiellement utilisées dans le secteur privé.
Le gouvernement provincial du Québec et le gouvernement fédéral du Canada exigent l’utilisation du clavier CSA (anciennement : ACNOR). C’est une disposition de clavier QWERTY modifiée pour la langue française,,. Cependant, comparativement à un clavier AZERTY européen, les claviers dits « canadiens-français » et « canadiens-multilingues » (il y a au moins trois dispositions d’usage courant, dont celle de l’ACNOR) sont beaucoup plus proches du QWERTY américain : les lettres non accentuées, les chiffres et certains signes de ponctuation sont aux mêmes emplacements que sur le QWERTY.

## Dispositions apparentées
L’AZERTY a inspiré la disposition lituanienne ĄŽERTY (1992), ainsi que l’ancien clavier AĐERTY utilisé par les machines à écrire vietnamiennes jusque dans les années 1980. Cette disposition était une adaptation de l’AZERTY utilisée par les Français. De nos jours, les ordinateurs vietnamiens sont commercialisés avec un clavier QWERTY.

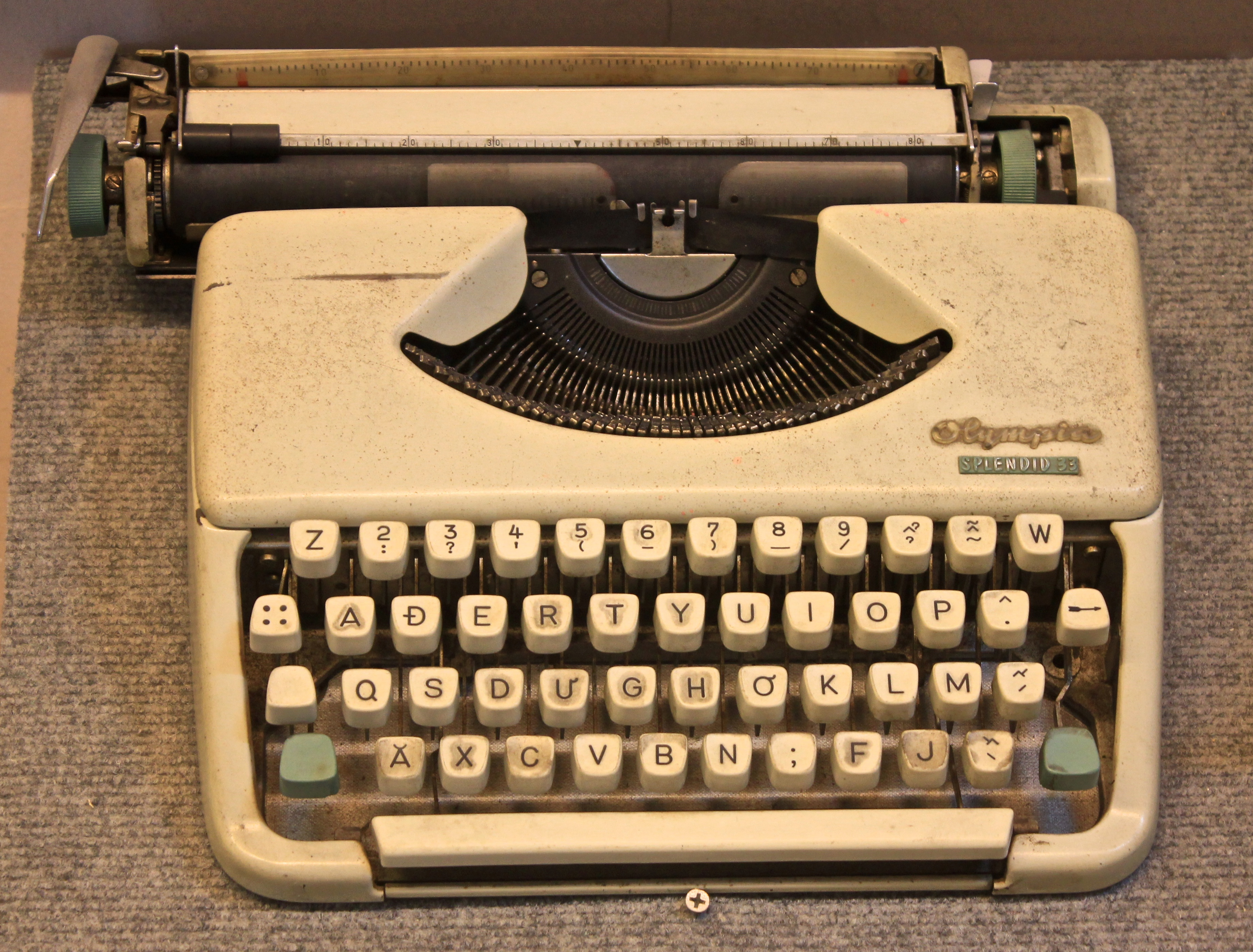
Machine à écrire Olympia pour le Viêt Nam (années 1960).
Disposition AĐERTY des anciennes machines à écrire vietnamiennes.

## Limitations et méthodes de saisie complémentaires
Les dispositions AZERTY, particulièrement sous Windows, présentent des limitations et inconvénients, que des méthodes de saisie complémentaires ou pilotes alternatifs peuvent contourner.
Sous Windows, le pilote de clavier donne accès à des symboles supplémentaires via une méthode de saisie par numéro de caractère : par exemple, la séquence de touches Alt + 0201 produit la lettre ‹ É › dont le code est 201. Il n’est pas possible avec le pilote officiel d’obtenir autrement cette majuscule accentuée. En outre le comportement du verrouillage des majuscules est quelque peu surprenant puisque, lorsque les majuscules sont verrouillées, la touche é ne produit pas ‹ É › mais ‹ 2 ›, ce qui est une source fréquente de coquilles.
Enfin, certaines combinaisons avec des touches mortes ne fonctionnent pas.
Mac et Linux ont un support plus complet des touches mortes, un comportement plus naturel pour le verrouillage des majuscules, et un accès direct à des symboles supplémentaires via des combinaisons de touches avec la touche Alt Gr. De plus, Linux au moins donne un accès facile à un nombre considérable de symboles grâce à une touche de composition (par exemple, presser successivement ⎄ Composeoe saisit ‹ œ ›, ⎄ Compose<< saisit le guillemet ouvrant ‹ « ›, ⎄ Compose<= saisit le symbole mathématique ‹ ≤ ›).
Pour Windows, de nombreux pilotes tiers, téléchargeables gratuitement, offrent tout ou partie de ces fonctionnalités,,,,,.
À défaut d’un clavier suffisamment complet, certains logiciels de traitement de texte pallient les lacunes par leurs propres combinaisons de touches (par exemple Ctrl + , C pour entrer la lettre ‹ Ç ›) et par un mécanisme d’autocorrection (par exemple « coeur » sera remplacé par « cœur » et « Etat » par « État »). Une autre astuce courante consiste à utiliser les suggestions d’un correcteur orthographique pour insérer les caractères difficiles à saisir. De plus, l'AZERTY faisant aussi défaut à une typographie soignée, les traitements de texte substituent automatiquement certains caractères de ponctuation : remplacement intelligent des guillemets droits ‹ " › par les guillemets français ‹ «» ›, remplacement de l’apostrophe droite ‹ ' › par l’apostrophe courbe ‹ ’ ›, remplacement de trois points successifs ‹ . . . › par le caractère points de suspension ‹ … ›, insertion d’espaces insécables autour des signes de ponctuation, etc.

## Critiques
AZERTY et ses variantes, particulièrement celles de Windows, essuient de nombreuses critiques.

### Lacunes
Il manque des caractères indispensables au français, comme les capitales diacritées ‹ Ç É Ÿ › (‹ É › peut être saisi sur l’AZERTY belge, le QWERTZ suisse ou le QWERTY canadien), les ligatures ‹ æÆ œŒ ›, ou les guillemets français ‹ «» ›. De même, il manque des caractères nécessaires à plusieurs langues parlées en France (occitan, catalan, polynésien) et en Europe (portugais, castillan, allemand, néerlandais, espéranto…). Des extensions d’AZERTY comme celle de Linux ajoutent ces caractères dans les emplacements libres, via la touche Alt Gr, ce qui n’est pas idéal.

### Ergonomie pour l’écriture du français
Contrairement à une idée reçue, AZERTY agence les symboles d’une façon peu étudiée pour l’ergonomie de la saisie en français. Ainsi, des emplacements faciles d’accès sont attribués à des lettres rares en français, comme ‹ Q ›, ‹ J ›, ‹ K › ou ‹ ù › (qui n’apparaît que dans un seul mot de la langue française, « où ») ; des emplacements sont attribués à des symboles très rares, comme le chiffre 2 en exposant ‹ ² ›, la lettre grecque ‹ µ › (qui ne sert essentiellement que pour noter le préfixe d’unités micro), le symbole paragraphe ‹ § › et le symbole monétaire générique ‹ ¤ › (qui ne sert jamais) ; deux touches sont allouées au circonflexe sur l’AZERTY français ; le point-virgule ‹ ; › est en accès direct alors que le point ‹ . › n'est accessible qu’avec une combinaison de touches. Les parenthèses et crochets ouvrants sont très éloignés de leurs pendants fermants.
Les lettres diacritées du français ayant été omises des premiers claviers AZERTY, leur prise en charge est moins qu’idéale, en particulier concernant les majuscules diacritées : alors que les lettres minuscules ‹ ç à é è ù › figurent en accès direct, leur forme capitale ‹ Ç À É È Ù › est soit manquante, soit accessible uniquement par une touche morte. En outre, sous Windows, la touche de verrouillage des majuscules Verr Maj est peu commode car elle bascule toutes les touches et pas seulement les touches alphabétiques ; ainsi, lorsqu’elle est activée, presser é produit ‹ 2 › et non ‹ É ›.
Alors que la rangée de repos, la rangée centrale du clavier, est la plus facile d’accès et constitue donc la clé d’une frappe efficace (à l’aveugle, à dix doigts), cette rangée n’est utilisée en français que pour un quart des frappes, contre plus des deux tiers dans le cas d’une disposition de type Dvorak telle que le BÉPO. De plus, AZERTY n’encourage pas l'alternance des mains puisque, sur un texte en langue française, 32 % des frappes sont suivies par une frappe avec la même main, quand BÉPO ramène ce taux à 19 %.
Enfin, AZERTY mobilise les deux mains de façon inégale : près de 59 % des frappes sont faites de la main gauche et 41 % de la main droite, là où BÉPO réalise une répartition proche de 50 % / 50 %.
Cela s’explique par l’observation que l’écriture du français — et de nombreuses autres langues — alterne consonnes et voyelles tandis que la rangée de repos AZERTY ne contient que des consonnes, et pas des plus courantes. La rangée centrale, seule, ne permet donc de saisir guère plus que des abréviations (par exemple « kg, km, dL »). Au contraire, les dispositions inspirées des idées d’August Dvorak placent les voyelles sur un côté de la rangée de repos et les consonnes fréquentes sur l’autre côté, ce qui permet la saisie de nombreux mots longs sans déplacer les mains (confort) et favorise l’alternance des mains (vitesse).

### Ergonomie pour l’informatique
AZERTY est également critiqué pour ce qu’il diffère du QWERTY, standard mondial de facto pour lequel l’informatique est le plus souvent conçue en premier lieu. AZERTY est ainsi moins adapté que QWERTY à divers usages informatiques, notamment les codes informatiques, les raccourcis claviers et les jeux vidéos.
Les codes informatiques font un usage intensif des symboles non-alphabétiques du jeu de caractères ASCII ; or, les claviers AZERTY placent ces caractères à des endroits complètement différents des claviers QWERTY, et certains sont donc plus difficiles à saisir (par exemple les chiffres qui, en AZERTY, requièrent de presser la touche Maj ; les symboles ‹ ~ › et ‹ ` › qui sont des touches mortes et requièrent de presser Alt Gr ; les symboles ‹ / › et ‹ \ › qui requièrent eux aussi une touche modificatrice ; ou encore les paires de parenthèses, de crochets et d’accolades dont le symbole ouvrant est très éloigné du symbole fermant),.
De même, les raccourcis clavier de la plupart des logiciels sont pensés pour un clavier QWERTY, et sont parfois difficiles voire impossibles à réaliser sur un clavier AZERTY (par exemple Ctrl + `, irréalisable puisque ` est une touche morte ; ou encore Ctrl + Maj + /, irréalisable puisque produire ‹ / › requiert déjà de presser Maj). Les contrôles de nombreux jeux vidéos sont également dans ce cas ; notamment, de nombreux jeux utilisent comme touches directionnelles par défaut les quatre touches W, A, S, D (respectivement haut, gauche, bas, droit), ce qui est pensé pour le QWERTY et doit être remplacé par Z, Q, S, D en AZERTY.
Enfin, l’existence même de dispositions nationales concurrentes au standard international, sans bénéfice réel pour la saisie du français, est un problème, en ce qu’elle complique les échanges internationaux ou même le partage de matériel entre collègues. L’AZERTY de Mac diffère significativement des AZERTY (français ou belge) de Windows, alors que le QWERTY de Mac est très proche de celui de Windows.

### Alternatives
L’AZERTY AFNOR corrige une partie de ces défauts : il comble les lacunes, dé-priorise les symboles rares (‹ ù ² μ ¤ ›), et améliore la saisie des caractères non-alphabétiques (le placement de ces derniers diffère encore de ce qu’il est sur un clavier QWERTY, mais il est optimisé vis-à-vis des fréquences relatives de ces caractères). Il conserve néanmoins la base alphabétique AZERTY.
Pour les raisons données précédemment, certains informaticiens francophones préfèrent QWERTY à AZERTY, et utilisent une variante de QWERTY dite « US-International »,. Celle-ci est une extension du QWERTY étasunien basique — et peut donc facilement s’employer sur un tel clavier — qui permet de saisir de nombreuses langues européennes. En outre, cette disposition est strictement plus complète que les AZERTY basiques pour la saisie du français : les quatre accents du français (aigu, grave, circonflexe et tréma) sont tous disponibles via des touches mortes, le C cédille ‹ çÇ ›et les guillemets français ‹ «» › s’obtiennent avec la touche Alt Gr ; il lui manque cependant la ligature ‹ œŒ ›(sous Windows) et, du fait des touches mortes, les minuscules accentuées ‹ à é è ù › sont moins commodes à saisir qu’en AZERTY.
On peut aussi constater que le QWERTY portugais prend mieux en charge la langue française qu’AZERTY, au même niveau que le clavier US-International.
Le QWERTY néerlandais et le QWERTY roumain (en) offrent également ce niveau de prise en charge du français mais avec la cédille en touche morte. Le QWERTY espagnol, quant à lui, offre ‹ çÇ › en accès direct mais est dépourvu des guillemets français. Aucun de ces claviers ne permet de saisir ‹ œŒ › (sous Windows). En pratique, ces claviers ne semblent pas utilisés par les francophones.
Autre alternative, le clavier canadien multilingue standard est un clavier de type QWERTY qui, tout en restant relativement proche du QWERTY étasunien, offre un support complet de la langue française — et de nombreuses autres langues — avec des touches en accès direct pour les principales lettres diacritées du français (‹ àÀ éÉ èÈ ùÙ çÇ ›). En 2024, c’est la seule disposition fournie par Windows qui permette de saisir la ligature ‹ œŒ › (les autres dispositions complètes pour le français, comme l’AZERTY AFNOR, les AZERTY étendus ou le BÉPO, ne sont pas fournies par Windows et doivent être installées séparément).
En ce qui concerne l’ergonomie de la saisie en français, plusieurs dispositions sont conçues spécifiquement dans ce but (étude de corpus, analyse fréquentielle, accessibilité des touches, etc.), et se démarquent radicalement d’AZERTY comme de QWERTY. La plus notable est le BÉPO, qui dispose maintenant d’une reconnaissance commerciale et a été normalisé par l’AFNOR en 2019 en même temps que le nouvel AZERTY. Cependant d’autres propositions existent ou ont existé :
- la disposition ZHJAY, proposée en 1907 ;
- la disposition de Claude Marsan, en 1976 ;
- le Dvorak-fr, en 2002 ;
- le BÉPO, depuis 2005 ;
- Kéa est une disposition optimisée pour la frappe en français, anglais et espagnol;
- Optimot;
- Ergo-L.

Ces dispositions ergonomiques restent marginales : leur impopularité est (majoritairement) causée par les habitudes liées à l’utilisation massive des claviers AZERTY.